# António de Spínola
António Sebastião Ribeiro de Spínola (còn được nhắc với tên António de Spínola, phát âm tiếng Bồ Đào Nha: [ɐ̃ ˈtɔniu dɨ ˈspinulɐ]; 11 tháng 4 năm 1910 – 13 tháng 8 năm 1996) là chính trị gia bảo thủ, nhà văn và sĩ quan người Bồ Đào Nha đóng vai trò quan trọng việc quá độ nền dân chủ Bồ Đào Nha qua cuộc Cách mạng Hoa Cẩm chướng.